# Go Out!
Le Magazine Culturel Genevois 
Go Out! est un magazine fondé en 2012 et consacré à l'actualité artistique et culturelle de la ville de Genève.

## Historique
Après 6 éditions, le magazine culturel genevois Go out! avait fait faillite en septembre 2011. Michel Chevrolet rachète l'entreprise en 2012 pour en faire une association à but non lucratif qu'il préside,. Nommée directrice de publication, Mina Sidi Ali est rejointe par Olivier Gurtner avec lequel la première édition voit le jour le 3 mai 2012. Triste hasard du calendrier, Michel Chevrolet décède quelques jours avant sa sortie.

## Présentation
Mina Sidi Ali et Olivier Gurtner reprennent alors les rênes du magazine, assurant une publication mensuelle.
Les chiffres avancés par le journal sont de « dix publications avec 2 bimestrielles juillet-août et décembre-janvier. 7 000 exemplaires à chaque publication, 400 lieux culturels desservis gratuitement à Genève, comme Genève Tourisme. La vente se fait dans toute la Suisse romande... Les statistiques montrent que 40 % des ventes sont hors du canton ». Le magazine collabore avec la foire d'art contemporain Artgeneve et de nombreux festivals en Suisse romande, parmi lesquels, le Festival Electron, le Caribana Festival, Le Verbier Festival, le Gstaad Menuhin Festival, La Bâtie Festival, Antigel, Festi’Neuch, le Montreux Jazz Festival.
La réputation du magazine est reconnue par les institutions culturelles de Genève, l’Aéroport international de Genève, Genève Tourisme & Congrès, Palexpo, avec lesquelles il collabore ainsi que les principales institutions hôtelières de la ville.
De plus, sa localisation dans la Ville de Genève, place européenne et à caractère international, de même que son dynamisme, contribuent à sa notoriété. Récemment, le magazine s'est rapproché d'une start-up parisienne pour acquérir une application destinée à offrir une meilleure prestation à ses lecteurs.

## Rubriques
Chaque mois le magazine couvre l'actualité genevoise via un agenda et deux rubriques : culturelle et lifestyle.
Art & Culture : musique classique & contemporaine, musique actuelle, art contemporain, photographie, architecture, littérature, danse, théâtre, cinéma.
Lifestyle : design, mode, bien-être, horlogerie, voyage, gastronomie, hôtellerie, automobile.
Agenda mensuel : expositions des galeries, expositions des musées publics, opéra & musique classique, théâtre, danse, « en famille ».